# Alba Gonzales
Alba Gonzales (Roma, 18 aprile 1939 – Fiumicino, 18 luglio 2024) è stata una scultrice italiana.
Divenne una scultrice da autodidatta, dopo essersi espressa come danzatrice e cantante lirica.

## Biografia
Alba Gonzales nacque a Roma il 18 aprile 1939 da madre siciliana, con ascendenze spagnole e greche, e da padre di origine spagnola.
Da bambina frequentò la scuola di ballo dell'Opera di Roma dove, dopo i dieci anni, si diplomò a pieni voti con l'etoile e coreografa Attilia Radice; dopo il diploma, ricoprì il ruolo di solista e spesso anche di prima ballerina.
Durante questo periodo fu scelta dallo scultore Luigi Scirocchi come modella per la realizzazione della "Fontana delle Muse" situata all'hotel Hilton di Roma. Durante i tempi di posa, scoprì un'attrazione per l'arte plastica che poi riemerse una decina di anni dopo.
Nel 1964 abbandonò il mondo della danza e sposò Giuseppe Pietrantonio. Dal matrimonio nacquero due figlie.
Nonostante l'impegno di madre e moglie, riscoprì il suo amore e la sua propensione per la scultura, forgiando con l'argilla alcune figurine danzanti sullo stile di Auguste Rodin. La sua prima mostra personale avvenne nel 1975, all'Hotel Cavalieri Hilton, a Roma, incentrata sulla plasticità del corpo danzante.
Iniziò quindi un lungo apprendistato frequentando nel corso degli anni alcune fonderie, fra cui la Fonderia Anselmi di Roma e, a Pietrasanta, la Fonderia Artistica Mariani, la Fonderia Artistica Versiliese, la Fonderia d'arte Massimo Del Chiaro, nonché, a Gambellara, la Fonderia Artistica Guastini. Partendo dalle piccole fusioni in bronzo del 1974 si cimentò via via con opere di medie e grandi dimensioni.
Nel 1978, su invito di Giorgio Di Genova, espose nella piazza del Duomo di Pietrasanta la sua prima opera monumentale, “Tettonica Organica”, ispirata a uno stile più asciutto, molto diversa dalle opere dei primi anni.
Nello stesso periodo orientò sempre più il suo stile verso la stilizzazione delle forme e dei corpi dedicandosi anche ad altri materiali oltre al bronzo, come tufi, marmo e pietra. Frequentò quindi i grandi scalpellini della Versilia, in particolare lo studio di Sem Ghelardini, vedendo le sue opere prendere vita accanto a quelle dei maestri internazionali della scultura contemporanea come Marino Marini, Henry Moore, César, Isamu Noguchi, Pietro Cascella, Pietro Consagra, Alicia Penalba, Fernando Botero e altri.
Finita la fase prettamente formativa, la creatività di Gonzales si indirizzò su alcuni filoni: la rielaborazione di figure etrusche, i cicli “Uomini e Totem” con una raffigurazione fortemente astratta, “Amori e Miti”, con un'ispirazione fantastica e mitologica e “Sfingi e Chimere”, rappresentazione della riemersione della componente bestiale dell'animo umano, con figure antropomorfiche e simbologie anticonformiste.
Le sue sculture furono accolte da numerosi palcoscenici artistici sia nazionali che internazionali: nel suo itinerario artistico vi furono mostre a Roma, a Palazzo Venezia e, en plein air, nel 1993-1994 a Via Veneto e nel 2000 a Piazza San Lorenzo in Lucina; nel 2005 e 2006 fu la volta di via del Babuino, durante le feste natalizie, con la Mostra Nell'amore dell'arte, in un itinerario di 8 statue monumentali, partendo da via della Croce fino a Piazza del Popolo; nell'estate 2008 vi fu il percorso espositivo della personale “Miti e Metamorfosi”, alla Versiliana di Marina di Pietrasanta.
In Italia, nell'estate del 2014, espose a Ravello, per la Fondazione Ravello, con la mostra “Amor Maris” e a Palermo nel 2018, con la Fondazione Whitaker, realizzò un'altra personale, dal titolo "Miti Mediterranei", a cura della Fondazione Cultura e Arte.
Nel 2011 partecipò alla Biennale per i 150 anni dell'Unità d'Italia, svoltasi a Torino e coordinata da Vittorio Sgarbi.
Anche all'estero furono numerose le esposizioni: a New York, Miami, Bruxelles; e ancora 63 personali, da San Francisco a Losanna, da Parigi a Belgrado, Maastricht, Istanbul, Spalato, Vienna, Bucarest, Burgos, Sofia e oltre 200 mostre collettive in tutto il mondo.
Fra i collezionisti privati che entrarono in possesso di opere della Gonzales vi furono Silvio Berlusconi, che collocò le sette opere in bronzo per il "Labirinto della Libertà" a Villa Certosa a Porto Rotondo, Alberto Bevilacqua ed Ennio Morricone.
Divennero invece parte del patrimonio cittadino, a Pietrasanta, la scultura "Sfinge e Colomba" in Piazza Statuto e i modelli in gesso di opere realizzate nelle fonderie e laboratori del marmo locali al Museo dei Bozzetti. Altre opere della scultrice romana vennero donate alla Fondazione Ragghianti di Lucca; a Torre de' Passeri alla Pinacoteca di Arte Moderna "Fortunato Bellonzi"; a Fiumicino vennero donate due statue monumentali: il “Pescatore dei Cieli” e “Chira, Centaura di Enea”. Un'altra scultura fu donata al Forte spagnolo dell'Aquila.
All'estero, una sua scultura fu collocata al Museo d'arte moderna Herzliya di Tel Aviv.
Diverse opere furono create per essere usate come riconoscimento da consegnare ai premi, come per il “Premio Fellini”, per il Premio "Progetto uomo", per il premio "Urbis et artis", per il premio "Il Quadrivio", nonché a Fregene, per il premio “Pianeta Azzurro - I Protagonisti” avente come promotrice l'omonima associazione che Alba Gonzales stessa presiedette e fondò nel 1989 insieme al marito.

### Lo spazio espositivo Pianeta Azzurro
A partire dal 1989, Alba Gonzales raccolse in un ampio spazio espositivo interno e all'aperto, presso il comprensorio di ville progettate dall'architetto Alberto Carpiceci nel 1949 (ex Villa Ciardi), sul Lungomare di Ponente a Fregene, opere non solo proprie ma anche di artisti italiani e stranieri, creando così un centro internazionale di scultura, accogliendovi visitatori e facente anche da palcoscenico per iniziative culturali, fra cui il Premio “Pianeta Azzurro – I Protagonisti” e mostre di scultura di respiro internazionale. Un secondo spazio espositivo della scultrice fu aperto a Pietrasanta, la Galleria Pianeta Azzurro due.

### Il Premio “Pianeta Azzurro– I Protagonisti”
Nel 1989 l'associazione culturale “Pianeta Azzurro”, dopo un momento di confronto a cui parteciparono, tra gli altri, Remo Croce e Igor Man, varò il Premio “Pianeta Azzurro – I Protagonisti”. Nel corso degli anni furono oltre 200 i premiati in varie articolazioni della cultura, del giornalismo, della società, della critica artistica, dell'arte, della letteratura.
Il Premio consiste nel bronzetto multiplo di Alba Gonzales “I Protagonisti”.
Nella XVIII edizione (2019), il comitato d'onore fu presieduto dal critico d'arte Gabriele Simongini e ne facero parte, fra gli altri: Marika Bollea, Ennio Calabria, Sofia Corradi, Massimo Dapporto, Rocco Familiari, Federico Manzella, Esterino Montino, Maria Rosaria Omaggio, Sebastiano Somma, Umberto Vattani; furono premiati, fra gli altri: Mario Avagliano, Roberto Bilotti, Cinzia Fiorato, Franca Giansoldati, Emanuele Trevi.

## Stile artistico
Lo stile classico, antropomorfo e puntato sull'armonia delle forme del corpo fu il punto di partenza e quello d'arrivo di Alba Gonzales: un tuffo nell'arte delle forme assolute, evocante l'approccio di Henry Moore.
Le stagioni stilistiche di Alba Gonzales seguirono una maturazione dell'ispirazione artistica della scultrice: dalle ballerine e pattinatrici degli esordi all'astrattismo seguito per qualche tempo fino alle figurazioni talvolta ironiche, talaltre inquietanti che portano a galla i mostri che si agitano nell'animo umano. La scultrice non disdegna di attingere dall'attualità, trasfigurandola in figure simboliche che dimostrano come la storia del mondo non inventa mai nulla e i miti iperuranei degli antichi si trovino replicati nell'attualità di ogni giorno.

## Opere monumentali
- "Sinfonia per una città marmo di Carrara", 1983, Istituto Pietro Ingrao, Lenola
- Pinacoteca d'Arte Moderna del Castello dell'Aquila, L'Aquila
- Museo d'arte moderna Herzliya, Tel Aviv
- Giardini pubblici, Villalago
- Caserma dei Carabinieri di San Candido, Prato alla Drava
- "Uomo Cattedrale", Caserma dei Carabinieri di Alghero
- "Sfinge", Collezione Museo Bilotti all'aperto, Cosenza
- "Sfinge e Colomba", Pietrasanta
- "La fonte della vita", Torralba
- "Chira, centaura di Enea", 2003, Fiumicino
- "ll pescatore di Cieli", 2017, Fiumicino

## Alba Gonzales nei musei
- Museo all'aperto Bilotti, Cosenza
- Biblioteca Sormani, Milano
- Pinacoteca Comunale, San Martino Valle Caudina
- Galleria D'Arte Moderna e Contemporanea Lorenzo Viani, Viareggio
- Fondazione Sissa Pagani, Castellanza
- Comunità terapeutica S. Carlo, Castel Gandolfo
- Pinacoteca d'Arte Moderna, Sulmona
- Pinacoteca d'Arte Moderna, Avezzano
- Pinacoteca dantesca F. Bellonzi, Torre de' Passeri
- Fondazione Stauros – Museo d'Arte Sacra contemporanea S. Gabriele, Isola del Gran Sasso
- Museo Mario Rimoldi – Casa delle Regole, Cortina d'Ampezzo
- Galleria Comunale Bastione Toledo, Crotone
- Collezioni permanenti del Museo d'Arte delle Generazioni italiane del '900 – “G. Bargellini”, Pieve di Cento
- Galleria Nazionale d'Arte Moderna “Aroldo Bonzagni”, Cento
- Museo Michele Alboreto – Collezione Cascina Grande, Rozzano
- Galleria Nazionale d'Arte Moderna “Giacomo Lercaro”, Bologna
- Fondazione Museo d'Arte contemporanea Milena Milani in memoria di Carlo Cardazzo, Palazzo Gavotti
- Museo d'Arte Contemporanea FLM – Fondazione Logudoro, Torralba
- Villa Pellizzari, Pietrasanta
- Fondazione Roma, Roma
- Museum - Osservatorio di Arte Contemporanea in Sicilia, collezione permanente, Bagheria
- Museo MAGI 900, Bologna
- Collezione Ministero dei Trasporti, Roma
- Collezione Dicastero Ecclesiastico del Vaticano (S.C.V.)
- Museo Archeologico, Spilimbergo
- Fondazione Ragghianti, Lucca
- Museo della collezione del Bozzetto, Pietrasanta

## Alcune mostre
- collettiva “Scultori e artigiani in un Centro storico” a Pietrasanta, 1978
- collettiva "Omaggio al marmo", a Viareggio, Fondazione Viani, 1979
- personale a Viareggio, Fondazione Lorenzo Viani, 1980
- personale ad Amalfi, Artenali della Repubblica, 1981
- collezione “XVII Mostra internazionale di scultura all'aperto” a Castellanza, Fondazione Sissa Pagani, 1981
- personale a Cortina d'Ampezzo, Galleria Internazionale Farsetti, 1983
- personale a Parigi, Chambre de Commerce Italienne, 1983
- collettiva "Il Beato Creatore" a Roma, Palazzo Corsini, 1984
- personale a Roma, Museo di Palazzo Venezia, 1985
- personale a Belgrado, Galleria Cviyeta Zuzoric, 1986
- personale a Spalato, Museo Nazionale d'Arte Croata, 1986
- personale a Bucarest, Museo d'Arte della Repubblica Socialista, 1987
- personale a Vienna, Istituto Italiano di Cultura, 1987
- personale a Gerusalemme, Teatro Sherover, 1987
- collettiva “Le tendenze nella scultura Contemporanea del Lazio” a Mosca e Leningrado, 1989
- personale a San Francisco, Istituto Italiano di Cultura, 1991
- collettiva all'Expo Universale a Siviglia, Palazzo Italia, 1992
- collettiva "La luce della pietra" a Pietrasanta, 1994
- personale a Matera, Chiostro di Palazzo Lanfranchi, 1995
- collettiva “XVI Biennale del Bronzetto" a Padova, Palazzo della Ragione, 1995
- collettiva "Scultori di Pietrasanta" a Bruxelles, 19954
- personale "Amore e Miti" a Milano, Giardino d'Inverno, 1996
- personale "Sculputeres" a Maastricht, Gallery Bell'Arte (1997) e Chateau St. Gerlach (1998)
- personale "Gli angeli caduti" a Roma, Piazza San Lorenzo in Lucina, 2000
- collettiva “20 Italiani e Stranieri a Hong Kong” a Hong Kong, 2000
- collettiva “Versilia Lugano terre di artisti” a Lugano, 2000
- collettiva Mostra Internazionale di Scultura Contemporanea - “L'Arte bella che viene dal mare" a Ostia, 2000
- personale "Forme nel verde a San Quirico d'Orcia, 2001
- personale "La resistenza del mito" a Verona, 2003
- personale “Visioni in corso” a Roma, Galleria d'Arte Benucci”, 2006
- personale "Miti e Metamorfosi" a Marina di Pietrasanta, Parco della Versiliana, 2007
- collettiva "Artisti della Nuova Immagine" a Milano, PAC, 2007
- collettiva “Rassegna Internazionale di Scultura Contemporanea” a Roma, Villa Torlonia, 2011
- collettiva "15 artisti di due generazioni"a Roma, Banca d'Italia, 2013
- collettiva  “International Art Fair” a Spoleto, Palazzo Leti Sansi, 2013
- personale "Amor maris - I miti scolpiti di Alba Gonzales" a Ravello, Villa Rufolo e Piazzale dell'Auditorium Oscar Niemeyer, 2014
- collettiva "Expò Arte Italiana" a Varedo, Villa Bagatti Valsecchi, 2014
- collettiva "International Art Meeting" a Milano, Biennale, 2017[33]
- collettiva "57ª Biennale di Venezia", Spoleto Pavillon, 2017
- personale "Miti Mediterranei" a Palermo, Fondazione Giuseppe Whitaker, 2018
- collettiva “Art Now – Artisti '20” a Milano, Spazio W37, 2020
- collettiva “Rassegna Internazionale d'Arte Contemporanea” a Sulmona, Polo museale Diocesano, 2020

## Premi
- Premio "Foemina d'oro", Marina di Carrara, 2013[34]
- Premio "Arte Giancarlo Bornigia 2014", Roma, 2014[35]
- Premio "Impresa ad Arte", premio alla carriera per l'arte scultorea, Gualdo Tadino, 2015[36]
- StregArti - Premio Arco di Traiano, premio alla carriera, 2018[37]
- 37º Premio Internazionale “Fontane di Roma”, sez. per l'arte, 2019[38]
- "Splash! Un tuffo nell'Eros”, targa, 2019[39]